# Aaron Tshibola
Aaron Tshibola (2 de gener de 1995) és un futbolista professional congolès que juga com a centrecampista pel Hatta Club.